# Castelo de Gripsholm
O Castelo de Gripsholm (sueco: Gripsholms slott) é um castelo em Mariefred, na província histórica da Södermanland, na Suécia, considerado como um dos mais belos monumentos históricos da Suécia. Está localizado perto do lago Mälaren no sul da região central da Suécia, no município de Strängnäs, a cerca de 60 km a oeste de Estocolmo.

## História

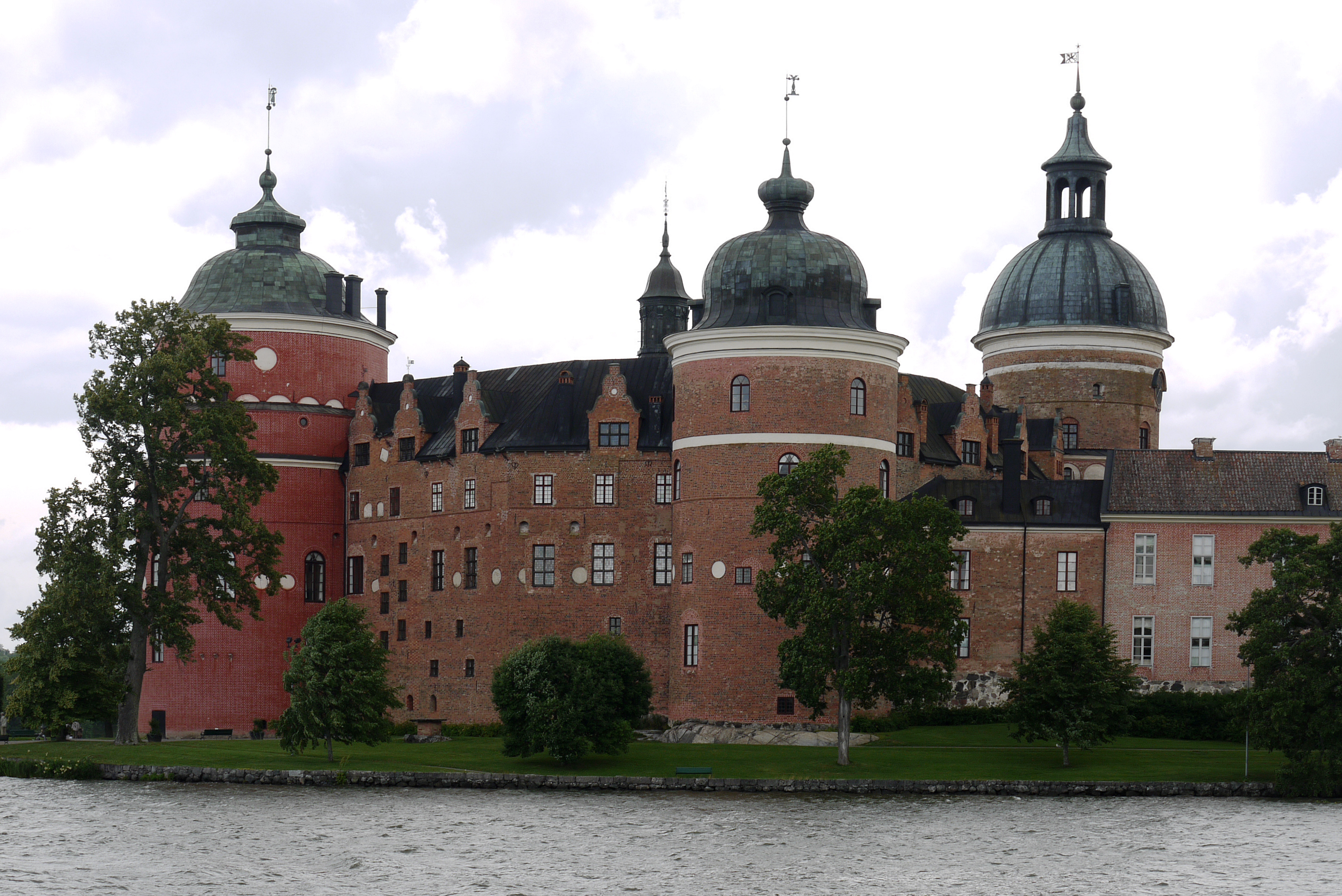
O Castelo Gripsholm na Suécia.

A fortaleza foi construída no local no ano de 1377 por Bo Punho Jonsson, e pertencia à sua família até o confisco de mansões e castelos pelo rei Gustav Vasa em 1526. O rei rasgou-a para baixo, e construiu um castelo fortificado com torres de canto circular e uma parede, para fins defensivos. Da fortaleza medieval original, apenas a fachada de uma parede permanece.
Desde Gustav Vasa, Gripsholm pertenceu à Família Real Sueca e foi usado como residência até 1713. Entre 1563 e 1567, o rei Eric XIV foi preso com o seu irmão John e a sua consorte Catarina Jagiellon no castelo. Sigismundo, filho de João, mais tarde, o Rei da Polónia e da Suécia, nasceu no castelo a 20 de junho de 1566.

## Anos Depois

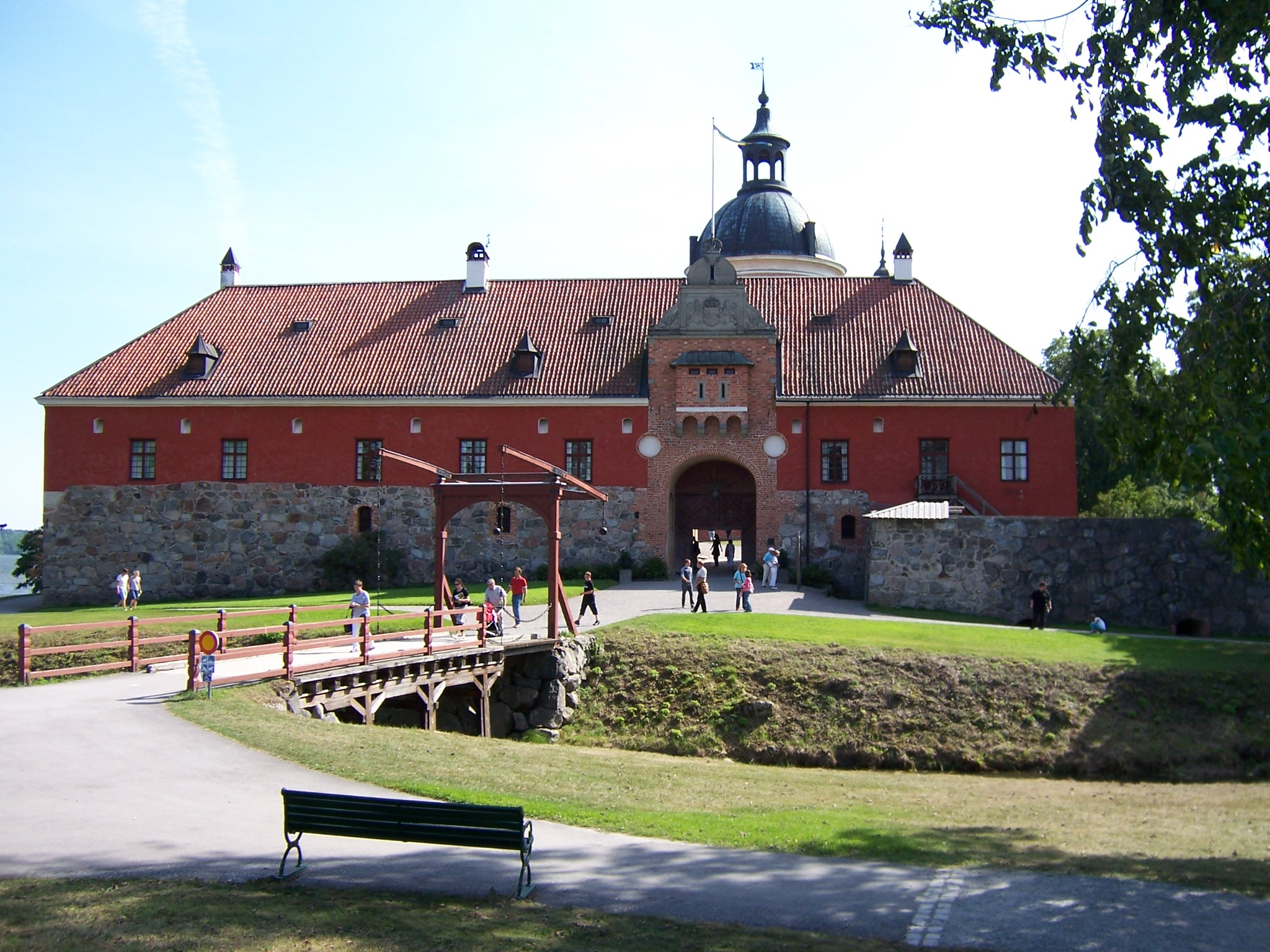
A frente do castelo

O castelo foi novamente usado como prisão entre 1713 e 1773, antes de ter sido renovado pelo rei Gustav III, em nome de sua consorte Sophia Magdalena. Um teatro também foi adicionado numa das torres do momento.
Entre 1889 e 1894, o castelo passou por uma restruturação pesada e controversa pelo arquiteto Fredrik Lilljekvist durante o qual muitas das alterações do século XVII e 18 foram removidas. A maior mudança foi a construção de um terceiro andar, a demolição planeada de uma asa não ocorreu.
Agora o castelo é um museu que está aberto ao público, contendo quadros e obras de arte. Parte do castelo abriga a Coleção Nacional de Retratos (Statens porträttsamlingar), uma das mais antigas da coleção retrato do mundo.

## Imagens

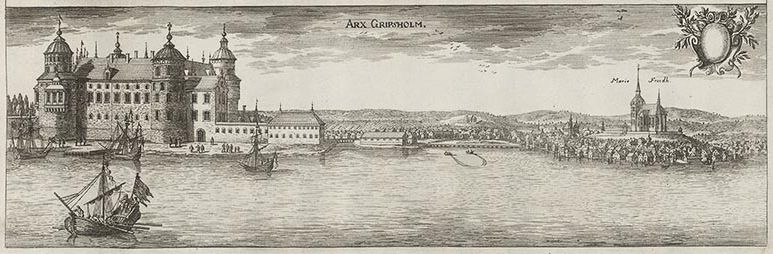
Na Suécia Antiga e Hodierna, c. 1700
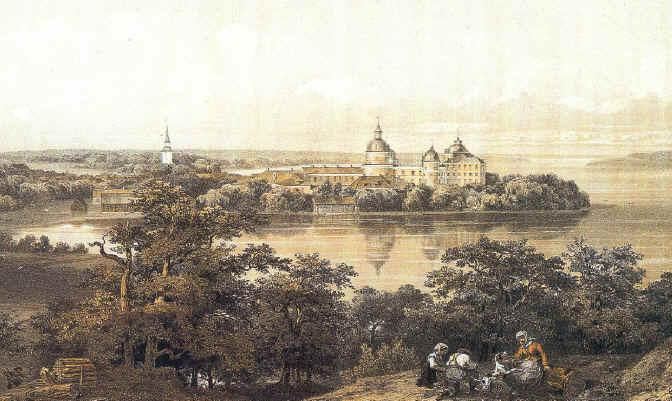
Gripsholm por CJ Billmark, 1850
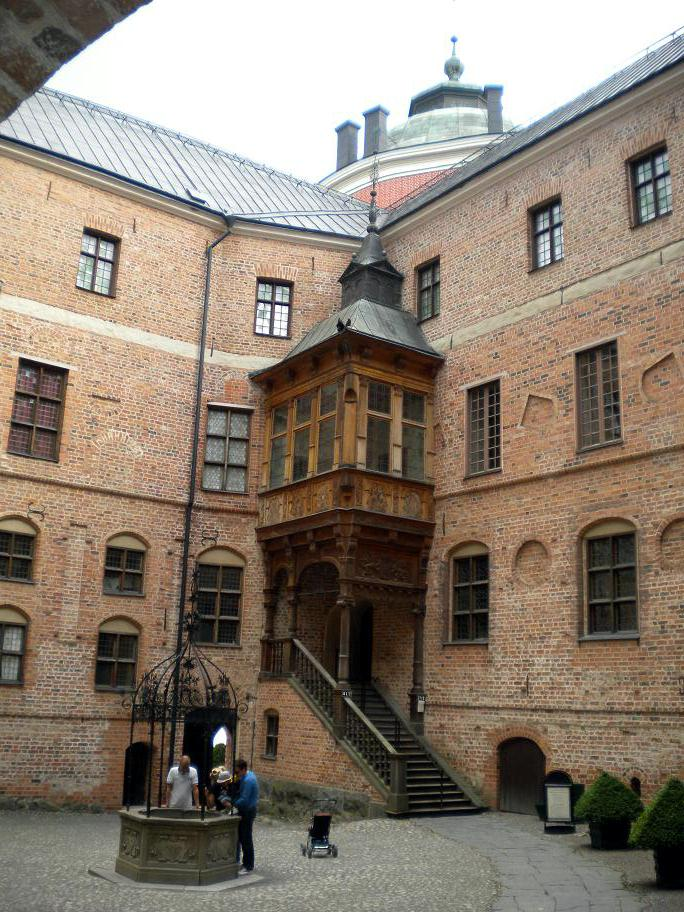
O pátio interior
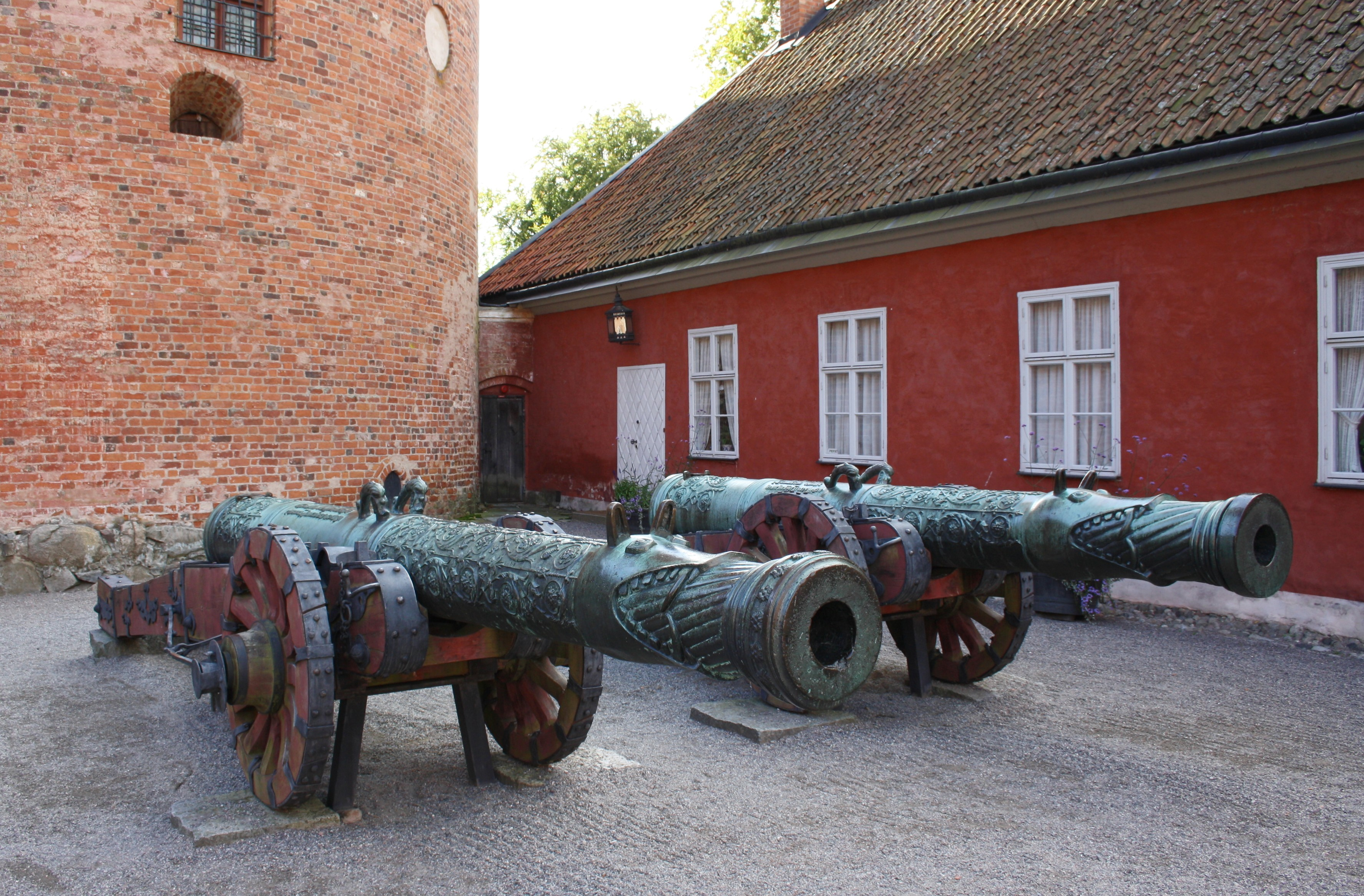
Canhões russos do final do século XVI